# Iniciativa de Renovación Urbana de Moscú

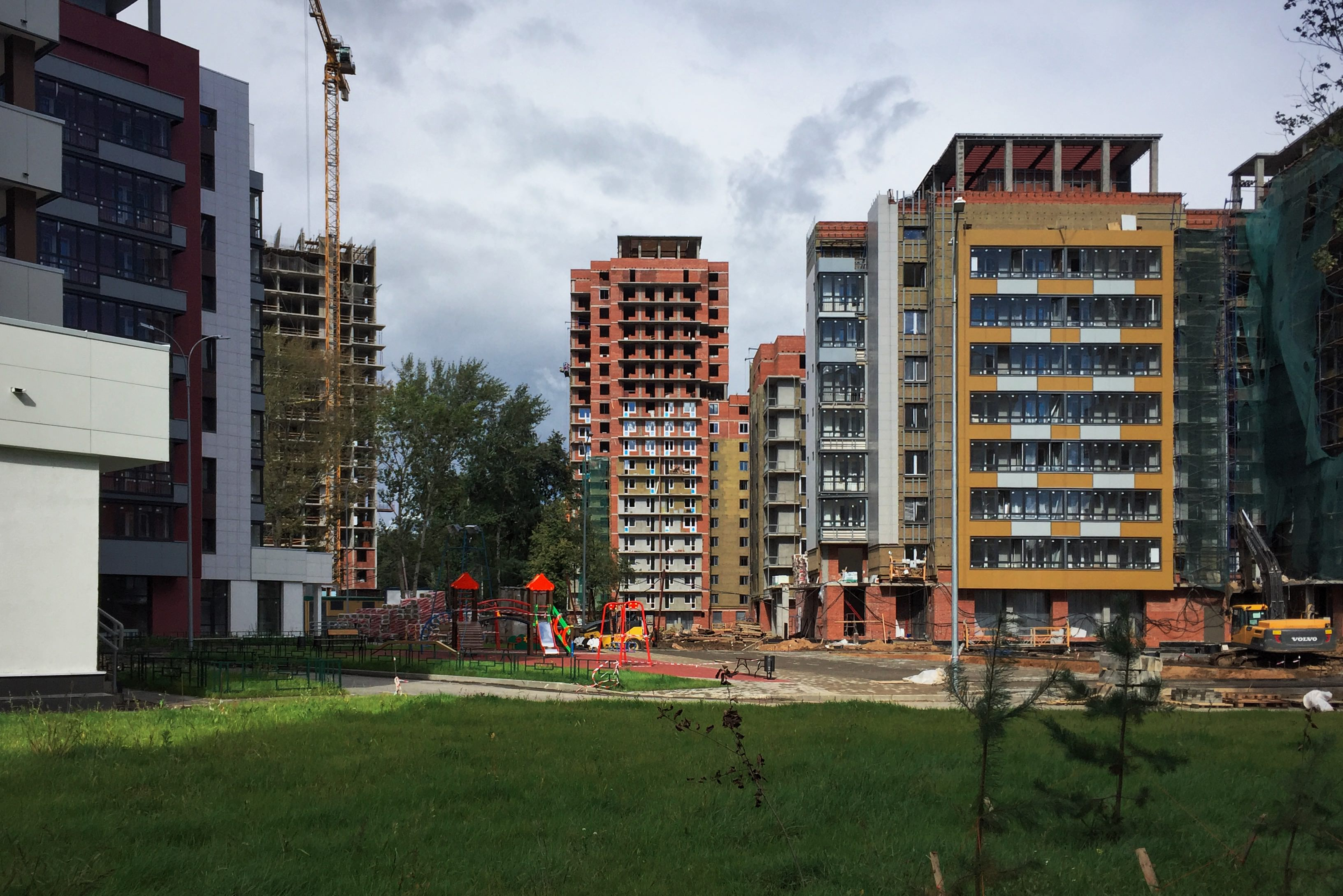
Nuevas viviendas en construcción en la autopista Dmitrovskoe en Moscú como parte de la Iniciativa.

La Iniciativa de Renovación Urbana de Moscú (en ruso: Инициатива обновления городов Москвы) es un vasto programa de obras públicas encargado por el alcalde de Moscú Serguéi Sobianin y el presidente ruso Vladímir Putin. Comenzó en 2017 y se espera que esté terminado en 2032. El plan incluye la demolición de 5.171 estructuras de viviendas en ruinas en Moscú, conocidas coloquialmente como jrushchovka, su sustitución por modernas estructuras residenciales de gran altura y la reubicación de 1,6 millones de residentes de la ciudad.
El distrito de Molzhaninovsky de la ciudad se convirtió en el primer distrito de la capital donde se completó la Iniciativa de Renovación Urbana de Moscú. El éxito del programa ha llevado a su adopción en otras ciudades y se incluyó en la edición actualizada del Código de Planificación Urbana de la Federación Rusa. En ocasiones, el plan se ha encontrado con una feroz oposición. Cuando esté terminado, cambiará radicalmente la forma física y la calidad de la vivienda en Moscú. La Iniciativa se financia a través de una combinación de fondos de los sectores público y privado.

## Historia
El alcalde de Moscú, Yuri Luzhkov, inició el reasentamiento masivo y la demolición de casas de cinco pisos del período de la construcción temprana de viviendas de paneles, conocida como khrushchevka, en la década de 1990 y se llevó a cabo como parte del "Programa para la reconstrucción integral de áreas de construcción de edificios de cinco pisos del primer período de construcción de viviendas industriales". Como parte del programa Luzhkov, la ciudad amplió los planes para reasentar y demoler 1.722 estructuras. La obra fue realizada por promotores privados en virtud de contratos de inversión con la ciudad. Las enmiendas al Código de Tierras aprobadas en 2007 obstaculizaron el trabajo de los contratistas, obligándolos a someterse a procedimientos competitivos para obtener terrenos. Debido a la crisis financiera mundial de 2007-2008, muchos constructores no pudieron cumplir con sus obligaciones con la ciudad. Como resultado, las autoridades de Moscú decidieron completar el programa con la ayuda de fondos directos del presupuesto de la ciudad.

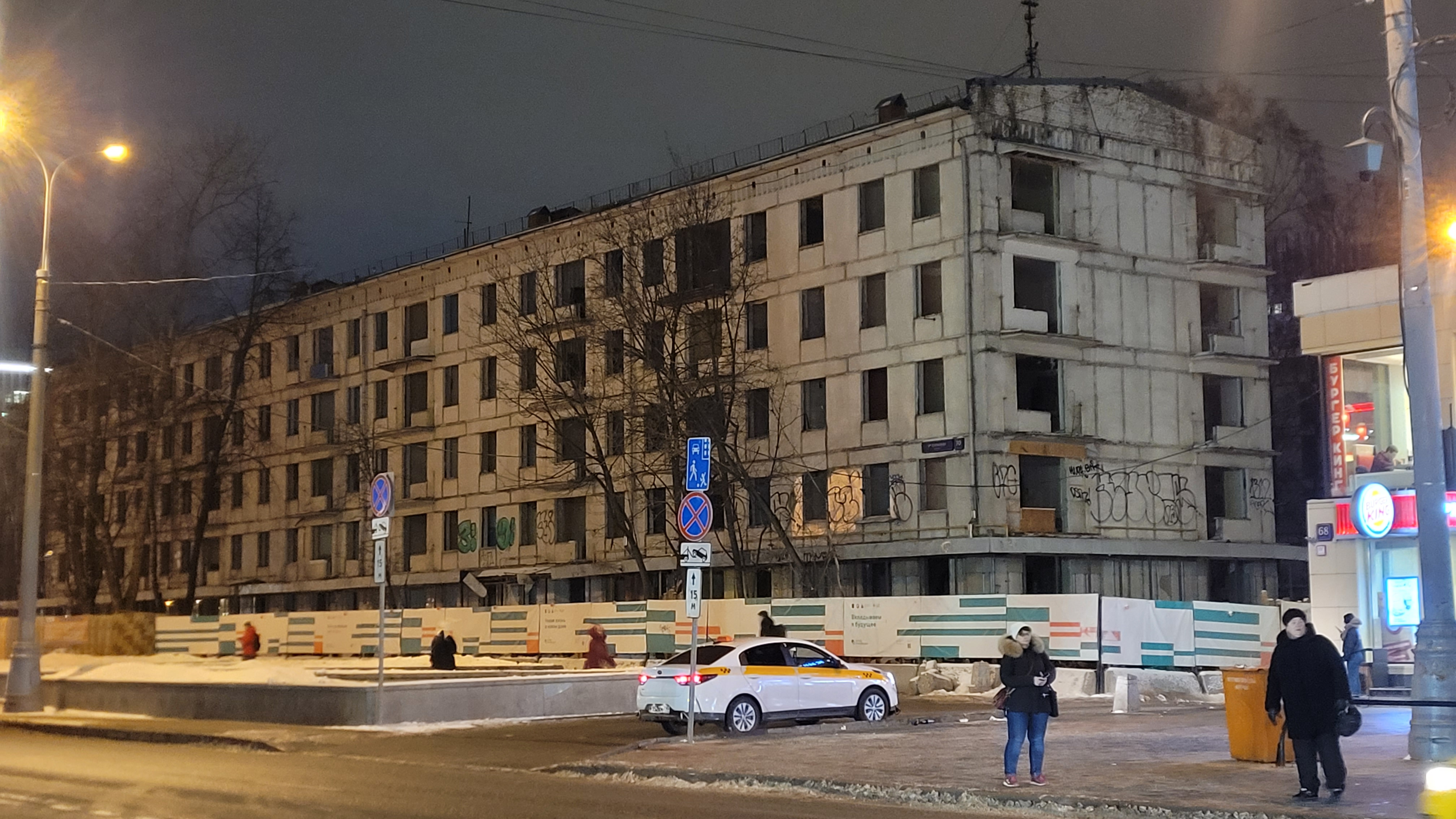
Demolición del número 9 de Parkovaya como parte del programa en Moscú.

En febrero de 2017, en una reunión del Consejo de Municipios de Moscú en la que participó Serguéi Sobianin, se volvió a plantear la cuestión de la continuación de la demolición del deteriorado parque de viviendas de paneles. El 13 de febrero, los diputados de la Duma de la ciudad de Moscú discutieron la necesidad de un nuevo programa, que incluía una serie previamente reconocida como "insoportable", y el 17 de febrero, los miembros de la Cámara Pública de la Ciudad de Moscú se dirigieron al alcalde con esta propuesta. En una reunión con Sergei Sobyanin el 21 de febrero de 2017, Vladímir Putin instruyó al alcalde de Moscú para que continuara con el reasentamiento de los edificios de cinco pisos. Sobyanin destacó a Putin en ese momento que el presupuesto de la ciudad permitía a la ciudad iniciar un nuevo programa y lamentó las dificultades que las autoridades de la ciudad encontraron en la implementación temprana del programa de Luzhkov. El alcalde señaló que la actual legislación de planificación civil y urbana limita la posibilidad de reasentamiento de estructuras que no corren un riesgo urgente de colapso y pidió al presidente que ayude a cambiar el marco regulatorio.
Varias fuentes relacionadas con la oficina del alcalde dijeron a la revista Forbes que el requisito previo para el rápido inicio del programa de renovación era el deseo de la administración de la ciudad de evitar la redistribución de los ingresos presupuestarios de Moscú a favor de las regiones con mayores cargas de deuda. Al hablar con los periodistas, Natalia Zubarevich, investigadora principal del Instituto de Política Social de la Escuela Superior de Economía, señaló la viabilidad de este escenario, ya que solo en 2016 los ingresos del presupuesto consolidado de Moscú aumentaron en 188 mil millones de rublos. Los interlocutores de la publicación también señalaron que un programa de renovación a gran escala permitirá a Moscú atraer inversiones en la construcción y las industrias relacionadas.
El 10 de marzo, los diputados de la Duma Estatal de Rusia Unida Irina Belykh, Vladímir Resin, Nikolái Goncharov y Gennady Onishchenko presentaron a la cámara baja del parlamento un proyecto de ley que establece las características de la renovación del parque de viviendas en la capital de la Federación de Rusia. La ley fue popularmente llamada la "Ley de Renovación". Posteriormente, Mikhail Blinkin, director del Instituto HSE de Economía del Transporte y Política de Transporte, calificó la publicación de la primera versión del proyecto de ley como un "montaje": el proyecto de ley tenía numerosos defectos y se convirtió en objeto de críticas por parte de abogados y especialistas en planificación urbana y política de vivienda. Entre los críticos del documento se encontraba el Consejo Consultivo Público de la Duma de la Ciudad de Moscú, que señaló en un informe oficial que el proyecto de ley era contrario a la Constitución y otras leyes, era potencialmente inconveniente desde el punto de vista económico y estaba plagado de consecuencias sociales negativas.

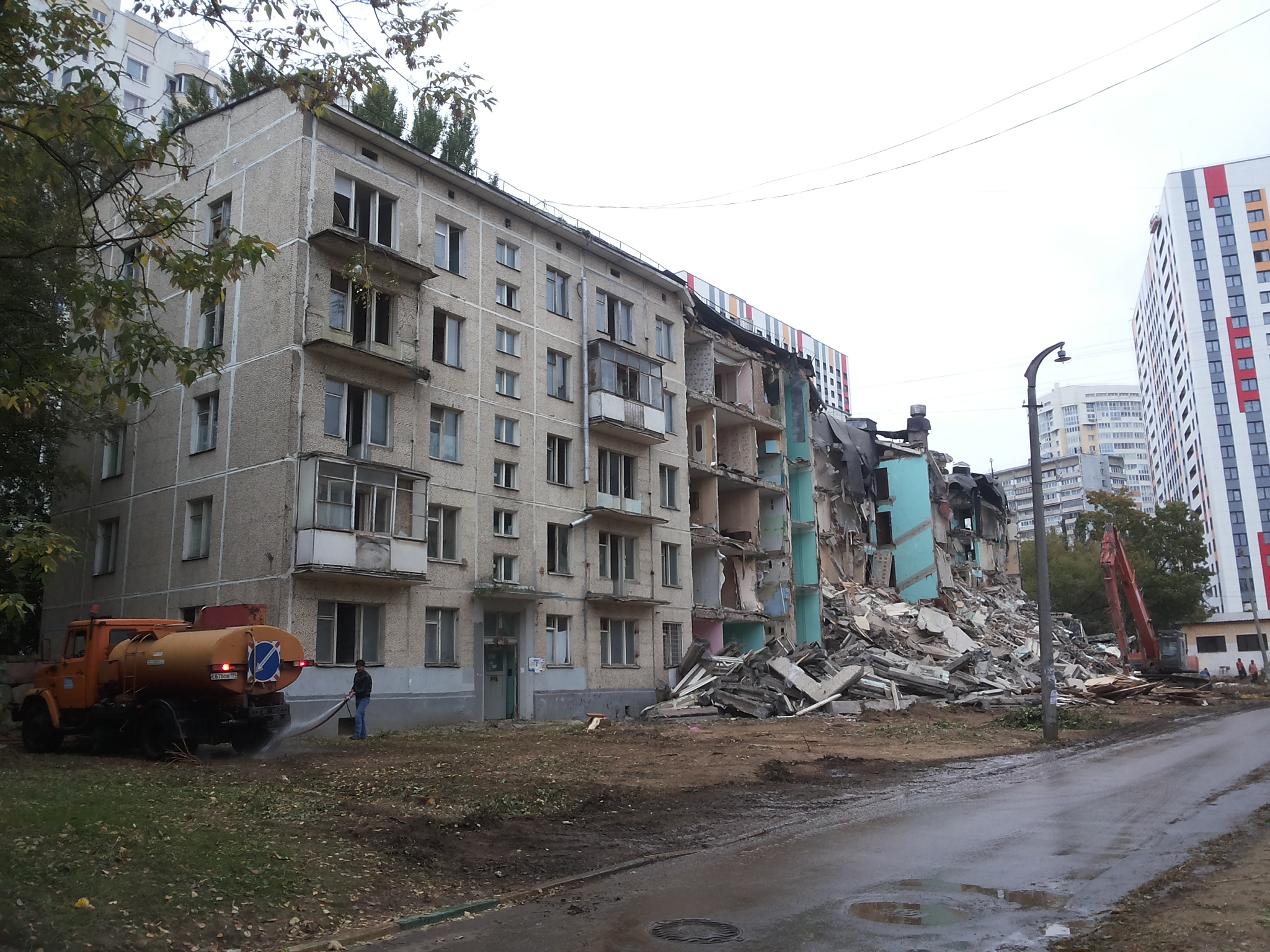
Demolición de un jrushchovka en Moscú.

El proyecto de ley fue discutido en el grupo de trabajo de diputados de la Duma Estatal y representantes del Ayuntamiento. El 17 de abril, algunos de los cambios recomendados por la crítica fueron adoptados por los autores. El 20 de abril, el proyecto de ley fue aprobado en primera lectura con 397 votos a favor y 4 en contra. El documento fue finalizado por un equipo dirigido por la jefa del Comité de Política de Vivienda y Vivienda y Servicios Públicos de la Duma, Galina Khovanskaya. Durante las audiencias parlamentarias en la Duma, se formó un grupo de trabajo para finalizar el proyecto de ley, que incluía a representantes de las facciones y ciudadanos, incluidos los críticos del proyecto de renovación. En total, los parlamentarios y de gobierno propusieron 144 enmiendas al documento, de las cuales el 90% fueron aceptadas y unas 20 fueron rechazadas. El 9 de junio, el proyecto de ley pasó su segunda lectura. De la primera lectura a la tercera, el proyecto de ley duplicó su volumen, ya que su texto se complementó con garantías sociales como las consagradas en la ley de Moscú "Sobre las garantías adicionales de los derechos de vivienda y propiedad de las personas físicas y jurídicas en el curso de la renovación del parque de viviendas en la ciudad de Moscú", aprobada el 18 de mayo. El 14 de junio, el proyecto fue aprobado en tercera lectura: 399 diputados votaron a favor, dos en contra y uno se abstuvo. El 28 de junio, el proyecto de ley fue considerado y aprobado por el Consejo de la Federación. El 1 de julio, la ley fue firmada por el presidente ruso Vladímir Putin.
En 2017, "renovación" fue elegida como la palabra principal del año por un consejo de idioma ruso. Los periodistas lo asociaron con el proceso de reasentamiento, que afectó a millones de moscovitas.

## Implementación del programa

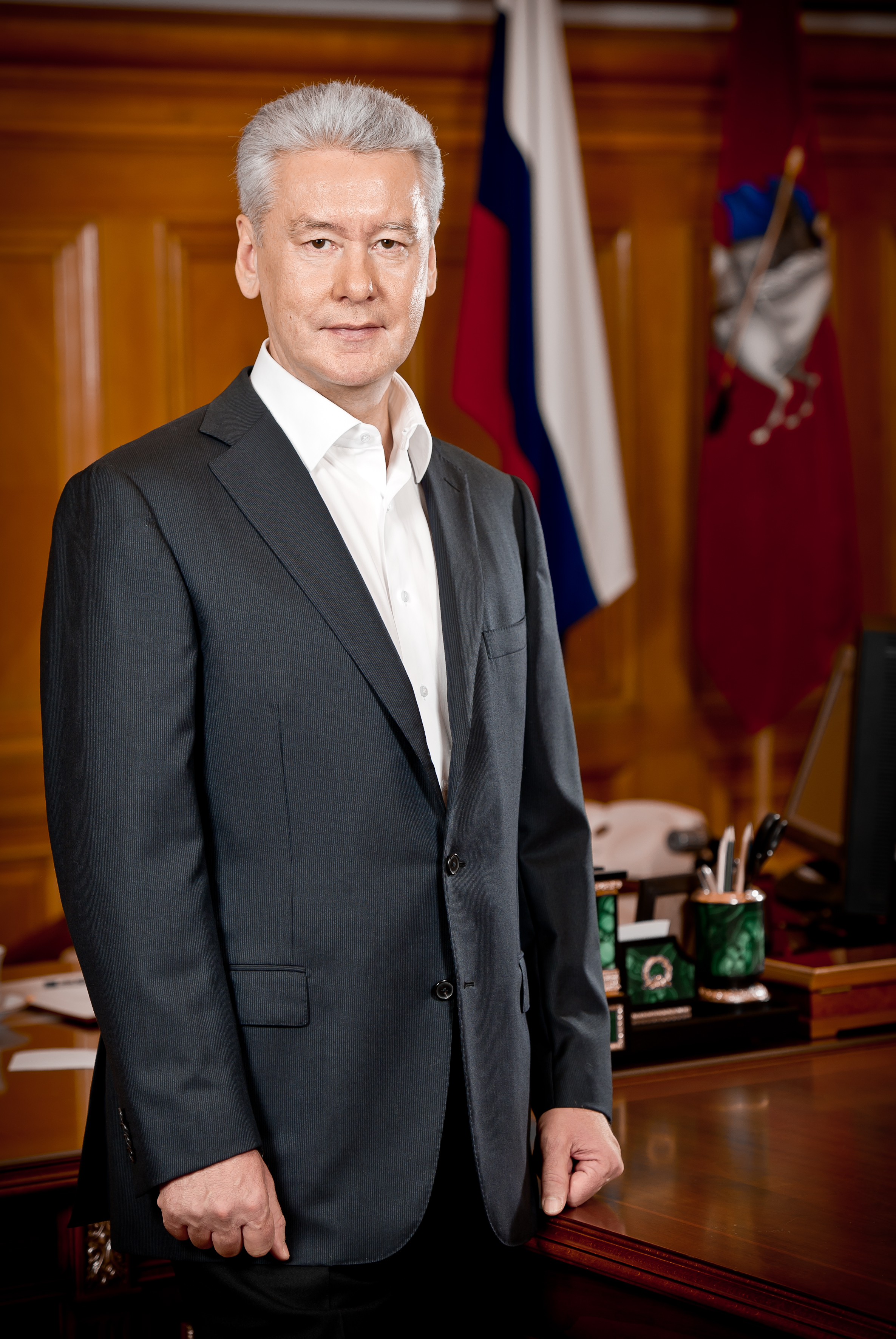
El alcalde de Moscú, Serguéi Sobianin, supervisa la Iniciativa y otros proyectos de calidad de vida en Moscú.

El plan inicial de la Iniciativa de Renovación Urbana de Moscú incluía la demolición de 7.934 estructuras y el reasentamiento de 1,6 millones de personas. Esta información se indicó en una presentación preparada para una reunión con los diputados de la Duma Estatal en vísperas de la presentación del proyecto de ley. Entre marzo y abril, como resultado de consultas con los diputados municipales y los ancianos de las casas, se realizó una encuesta telefónica puerta a puerta y se supervisó la actividad de protesta, se excluyeron de la lista las estructuras de 40 distritos del viejo Moscú y 15 asentamientos en los territorios incluidos en Moscú en 2011-2012. La lista de casas que se incluirán en el programa de renovación se compiló con la participación de un consejo científico dependiente del Departamento de Patrimonio Cultural de la Ciudad de Moscú y el movimiento social Archnadzor. Los defensores en Moscú aseguraron la exclusión del programa de los monumentos históricos sin estatus de protección. Las casas en 40 barrios de trabajadores construidos en las décadas de 1920 y 1930 fueron excluidas del programa y marcadas para renovación y no demolición.
En mayo, la alcaldía publicó una lista preliminar de 4.566 estructuras en 85 distritos de la ciudad: 1.064 en el Distrito Administrativo del Este, 673 en el Distrito Administrativo del Sureste, 535 en la ZAO, 524 en el Distrito Administrativo del Noreste, 460 en el Distrito Administrativo del Suroeste, 426 en el Distrito Administrativo del Sur, 363 en el Distrito Administrativo del Sur, 340 en el Distrito Administrativo Central, 50 en TiNAO y 34 en Zelenogrado. Los criterios formales para la inclusión fueron las estructuras construidas entre 1957 y 1968, el uso de productos típicos de paredes y techos, la condición y estructuras de una altura no mayor a 5 pisos. Además de los edificios del período de construcción de viviendas industriales, la lista incluye alrededor de 100 edificios de otros años, incluidos los prerrevolucionarios, las casas del período de la vanguardia arquitectónica, los edificios estalinistas tardíos y las casas construidas según proyectos individuales. Entre mayo y junio de 2017, la alcaldía llevó a cabo una votación para la inclusión de las casas de la lista preliminar en el programa de renovación entre propietarios e inquilinos de apartamentos. Los ciudadanos podían emitir su voto a través de la aplicación Ciudadano Activo. Para incluir una casa en el programa, se requería recoger dos tercios de los votos "a favor", para la exclusión un tercio más un voto "en contra", los votos de los que se negaban a participar en la votación se distribuían proporcionalmente entre los partidarios y opositores a la participación en el programa.
El programa de renovación fue apoyado por 4.087 estructuras de la lista preliminar, mientras que 452 estructuras se opusieron. En 31 distritos, todas las casas de la lista apoyaron la participación en el programa, en 2 distritos, más de la mitad de las estructuras fueron excluidas del programa: 55% en el distrito de Moskvorechye-Saburovo y 51% en el distrito de Izmaylovo. La votación no se llevó a cabo en 7 estructuras de la lista, porque fueron abandonadas por los residentes o reasentadas de otra manera. De las 452 estructuras excluidas del programa, 377 resultaron ser construidas con ladrillo. La proporción de residentes de casas de ladrillo fue del 84% de todos los votos en contra. Después de estudiar los resultados de la votación, los periodistas de RBC concluyeron que la elección de los moscovitas prácticamente no se vio afectada por la proximidad de sus estructuras a las estaciones de metro de Moscú y las preferencias políticas en las elecciones a la alcaldía de 2013. Antes de la aprobación de la ley de renovación, los residentes de las estructuras no incluidas en la lista preliminar de votación podían celebrar reuniones de propietarios y presentar solicitudes de participación en el programa a los consejos de distrito.
Las listas preliminares no incluían las casas de 9 pisos que estaban escritas en la versión final del proyecto de ley. En una entrevista con Komsomolskaya Pravda el 4 de mayo, Serguéi Sobianin señaló que la oficina del alcalde consideraría la posibilidad de su demolición con el consentimiento de los residentes si las casas se incluían en el desarrollo trimestral y se deterioraban. Como resultado, se incluyeron alrededor de 100 casas de nueve pisos en el programa de renovación. A finales de 2017, 5.171 viviendas se incluyeron en el programa de renovación. Al mismo tiempo, las decisiones de las juntas de propietarios sobre objetos individuales eran apeladas ante los tribunales, por lo que esta lista no era definitiva hasta la resolución de estos casos.

## Procedimientos de reubicación

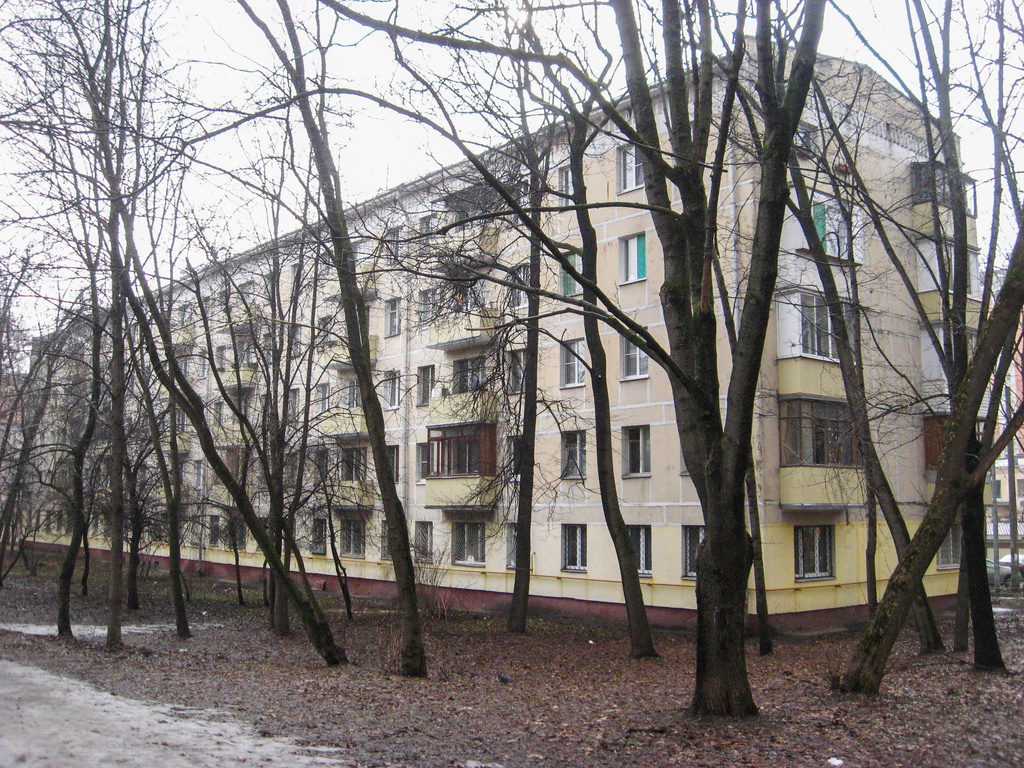
Una serie 1-510 en Moscú: una estructura típica programada para la demolición.

Las disposiciones del proyecto de ley garantizaban que los propietarios de apartamentos en edificios incluidos en el programa de renovación recibieran una vivienda "equivalente" al momento del reasentamiento. Este concepto se definió por primera vez en la Ley de Renovación y significa un apartamento que tiene una superficie total mayor que la superficie habitable desocupada, igual o mayor, y el número de habitaciones. Además, un apartamento "equivalente" está provisto de acabados y debe cumplir con los estándares de mejora fijados por la legislación. El reasentamiento en apartamentos "equivalentes" se llevará a cabo dentro del área donde se encuentra el apartamento desocupado, se hace una excepción para Zelenogrado y el territorio de Nuevo Moscú, donde el reasentamiento se llevará a cabo dentro de los límites de los distritos administrativos del 1 de enero de 2017. Si el apartamento no está habitado por menores de edad, personas con capacidad legal limitada o ciudadanos incapaces, el propietario tiene derecho a optar por recibir una vivienda equivalente o una compensación monetaria. El propietario también puede pagar un extra para conseguir un apartamento más grande, incluso mediante el uso de capital de maternidad, subsidio de vivienda o pagos sociales. Los inquilinos en virtud de un contrato de arrendamiento social recibirán una vivienda equivalente y la oportunidad de registrarla como propiedad privada.
De acuerdo con la ley de Moscú del 17 de mayo de 2017 No. 14 "Sobre las garantías adicionales de los derechos de vivienda y propiedad de las personas físicas y jurídicas en el curso de la renovación del parque de viviendas en la ciudad de Moscú", los propietarios de locales comerciales en casas incluidas en el programa de renovación podrán contar con una compensación monetaria a valor de tasación o una propiedad equivalente. El estado está dispuesto a compensar el costo de traslado de los residentes socialmente desprotegidos. Según la Cámara de Comercio e Industria de Moscú, hay unos 1.500 locales comerciales de propiedad privada y unos 400 de propiedad municipal en la zona de renovación. Según RBC, la renovación afectará a unas 2.500 pequeñas empresas.

## Diseño y construcción
Según Serguéi Sobianin, el número de pisos de nueva construcción en la zona de renovación se determinará individualmente para cada distrito y será de 6 a 14 pisos. Anteriormente, el teniente de alcalde de Moscú para política de planificación urbana y construcción, Marat Jusnulin, informó que en algunas áreas de la ciudad es posible la construcción de estructuras de hasta 20 pisos de altura. Cada una de las casas construidas bajo el programa de renovación, de acuerdo con el departamento de política de planificación urbana de la capital, pasa por seis etapas de control de calidad. En la primera etapa, el trazado se verifica de acuerdo con las normas de planificación urbana. En segundo lugar, el cumplimiento de los requisitos de seguridad en los locales residenciales, así como el cumplimiento de las normas de insonorización. En tercer lugar, el cumplimiento de los requisitos del estándar de "vivienda cómoda". En el cuarto, la calidad de los materiales utilizados. En el quinto, hay un control general por parte de Mosgosstroynadzor. En la sexta etapa, el proyecto recibe una conclusión y, si todos los sistemas constructivos están en buenas condiciones, la casa recibe un permiso de puesta en marcha.

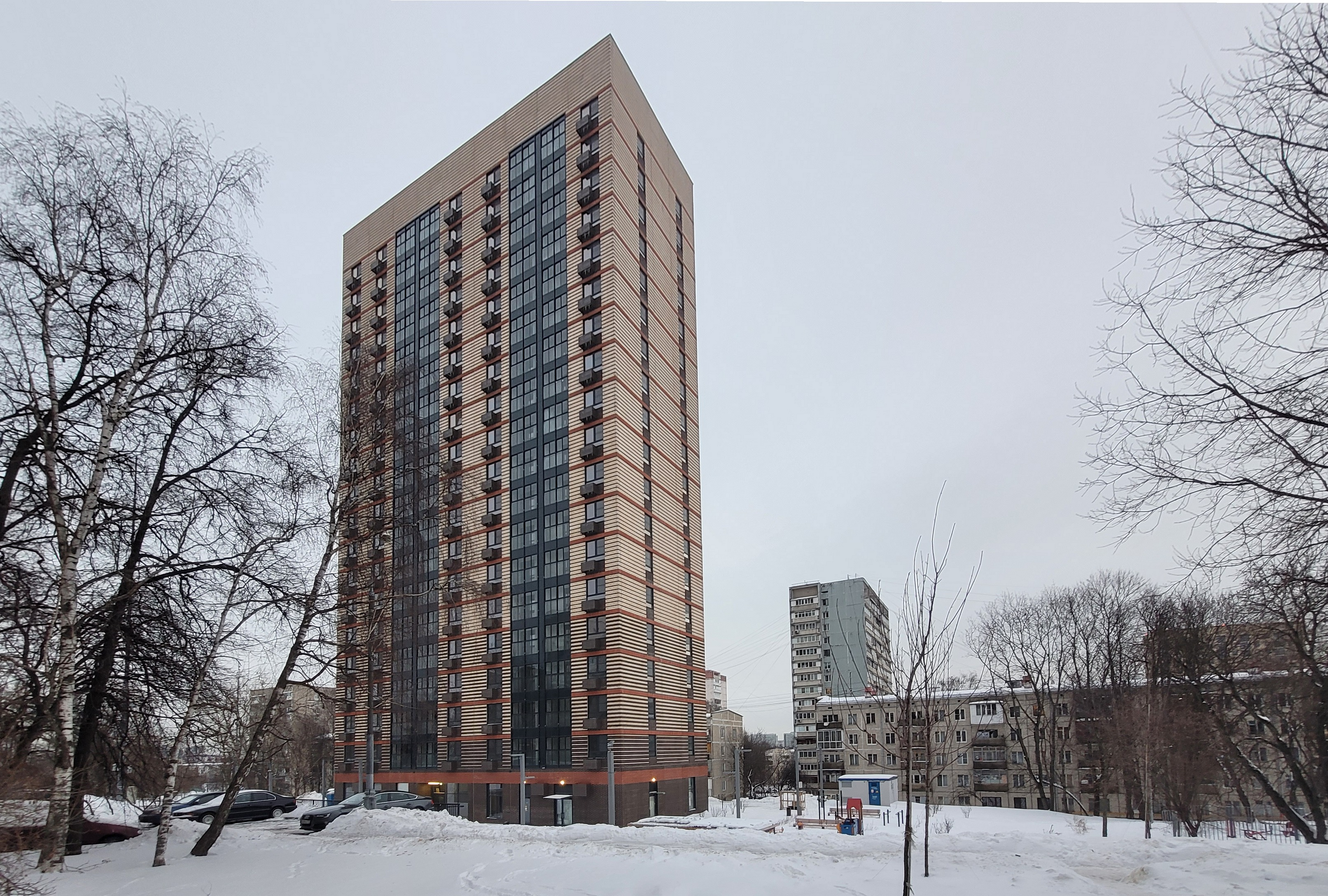
Una casa en el marco del programa de renovación en Zyuzinorodeada de edificios de paneles de cinco pisos en 2022

En 2017, se llevó a cabo un concurso internacional de arquitectura para desarrollar proyectos de desarrollo para cinco sitios piloto, teniendo en cuenta los principios de creación de un entorno urbano confortable. Los proyectos debían integrarse delicadamente en el entorno urbano existente, tener una imagen arquitectónica integral, optimizar el uso del territorio, crear espacios abiertos de alta calidad, incluir una estrategia de paisajismo bien desarrollada, ofrecer un entorno sin barreras con un acceso conveniente a la infraestructura social y de transporte y a los locales comerciales en las plantas bajas. El concurso fue anunciado en el Twitter de Sergey Sobyanin, y sus invitaciones personales fueron recibidas por el estudio de arquitectura británico Foster and Partners y el estudio suizo Herzog & de Meuron. El jurado del concurso valoró el enfoque del uso del territorio, la variedad de tipologías de vivienda y las decisiones fundamentales de planificación del espacio de los barrios. El concurso recibió 120 candidaturas de 277 estudios de arquitectura, entre ellos representantes de 43 consorcios internacionales.
En noviembre de 2020, se lanzó el concurso Look of Renovation para desarrollar soluciones arquitectónicas para casas en el marco del programa de renovación. Los participantes del concurso debían ofrecer una visión individual de las habitaciones en el marco de uno de los 31 lotes competitivos, que incluían 89 sitios de los 453 incluidos en el programa. El concurso recibió 105 candidaturas de arquitectos de 17 países. 55 estudios de arquitectura fueron seleccionados para participar en la segunda fase del concurso, entre ellos Ginzburg Architects, MLA+, Zaha Hadid Architects, Tsimailo Lyashenko and Partners, Asadov, Citizenstudio, Megabudka, Unk project, Master's Plan, Apex Project Bureau y Kamen Architects.

## Cronología

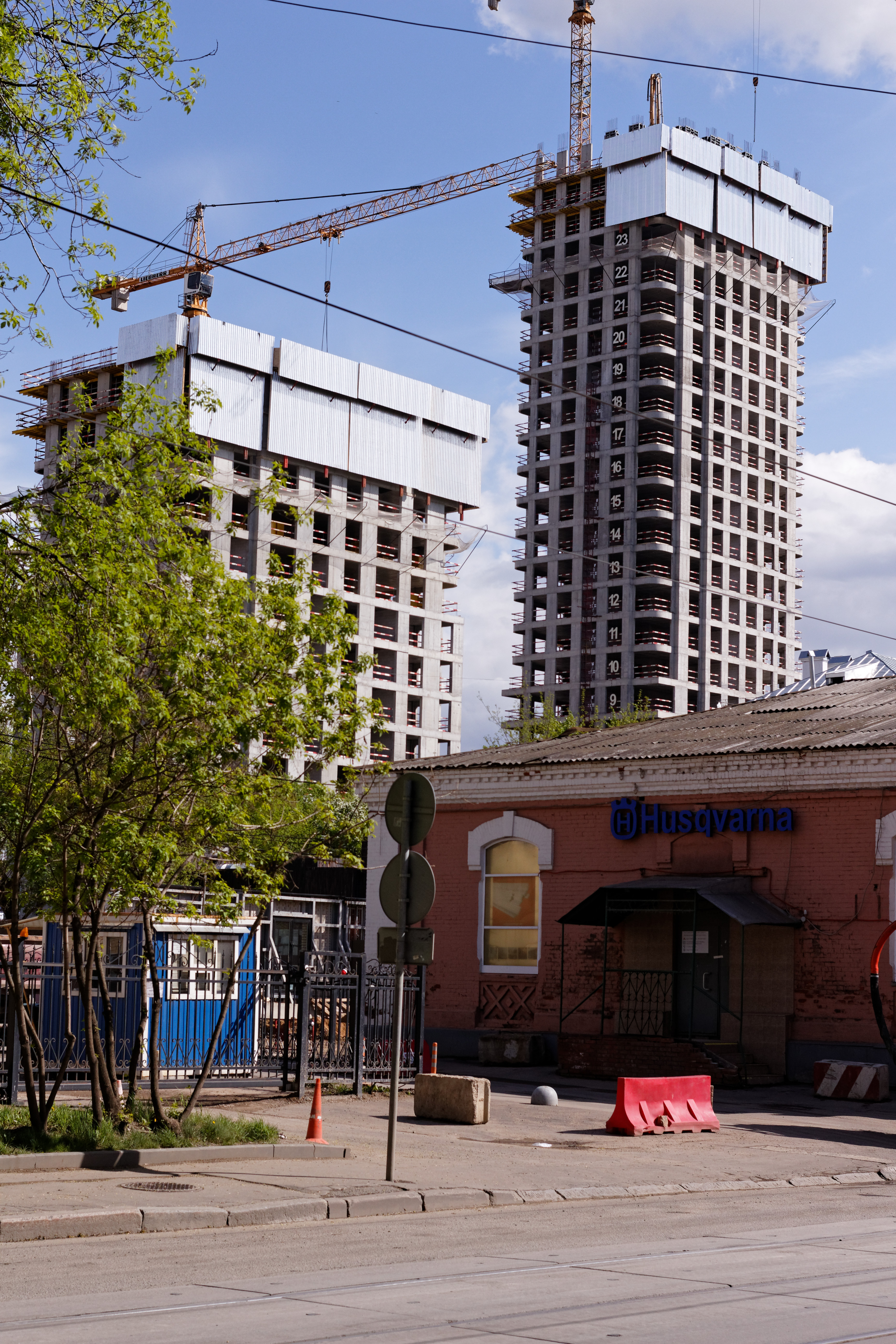
Construcción como parte de la Iniciativa en Paveltskaya en Moscú.

El 26 de abril, la Duma de la ciudad de Moscú consideró y apoyó las enmiendas al presupuesto de Moscú para 2017 propuestas por Serguéi Sobianin. Estas enmiendas aumentaron el lado de los gastos del presupuesto de la ciudad en 96,5 mil millones de rublos, que la oficina del alcalde planea gastar en medidas preparatorias para el programa de renovación: la formación de parcelas de tierra para nuevas construcciones, la preparación de sitios de relleno para el reasentamiento de olas en los barrios de renovación y territorios adyacentes, la implementación previa al proyecto y el trabajo de diseño. En mayo de 2017, en una entrevista con Dmitry Kiselyov, Sergei Sobyanin dijo que el inicio de la primera ola de reasentamiento en el marco del programa estaba previsto para 2 o 3 años.
Al inicio del programa, la alcaldía estimó que la implementación tomaría entre 10 y 15 años. La ciudad planea determinar de forma independiente los parámetros y volúmenes de las nuevas construcciones, seleccionar contratistas a través de procedimientos competitivos y controlar el proceso a través de un fondo estatal de renovación especialmente creado. En agosto de 2018, la primera Khrushchevka fue demolida en el marco del programa de renovación de viviendas en ruinas. La casa estaba ubicada en el norte de Izmailovo. La demolición de casas bajo el programa utiliza una tecnología llamada "demolición inteligente", que envía una parte significativa de los materiales para su reciclaje.
El 28 de marzo de 2019 se sometieron a audiencias públicas los primeros proyectos de planificación para la renovación de barrios en los distritos de Solntsevo, Ochakovo-Matveyevskoye, Ivanovskoye, Metrogorodok, Severnoye Tushino y Mitino. En 2019, 12.000 moscovitas recibieron nuevos apartamentos en el marco del programa de renovación. En diciembre de 2019, el portal de la ciudad informó que más de 16.000 personas ya habían recibido nuevos apartamentos bajo el programa durante los dos años de su existencia. Algunas personas eligieron apartamentos nuevos en un área más grande, pero con un recargo.
Hasta el 30 de junio de 2020, no se publicaron oficialmente las etapas de reasentamiento para renovación. Las etapas de la reubicación se publicaron el 12 de agosto de 2020. Se prevén tres etapas:
- Etapa 1 (de 2020 a 2024): 930 estructuras con 170.000 residentes.
- Etapa 2 (de 2025 a 2028): 1.630 estructuras con 330.000 residentes.
- Etapa 3 (de 2029 a 2032): 1.800 estructuras con 380.000 residentes.

Según el ministro del Gobierno de Moscú, jefe del Departamento de Propiedades de la Ciudad de Moscú, Maxim Gaman, a partir del 15 de julio de 2021, el distrito de Molzhaninovsky se convirtió en el primer distrito de la capital donde se completó el programa de renovación. Todos los residentes incluidos en este programa en el distrito se asentaron satisfactoriamente.

## Opinión pública

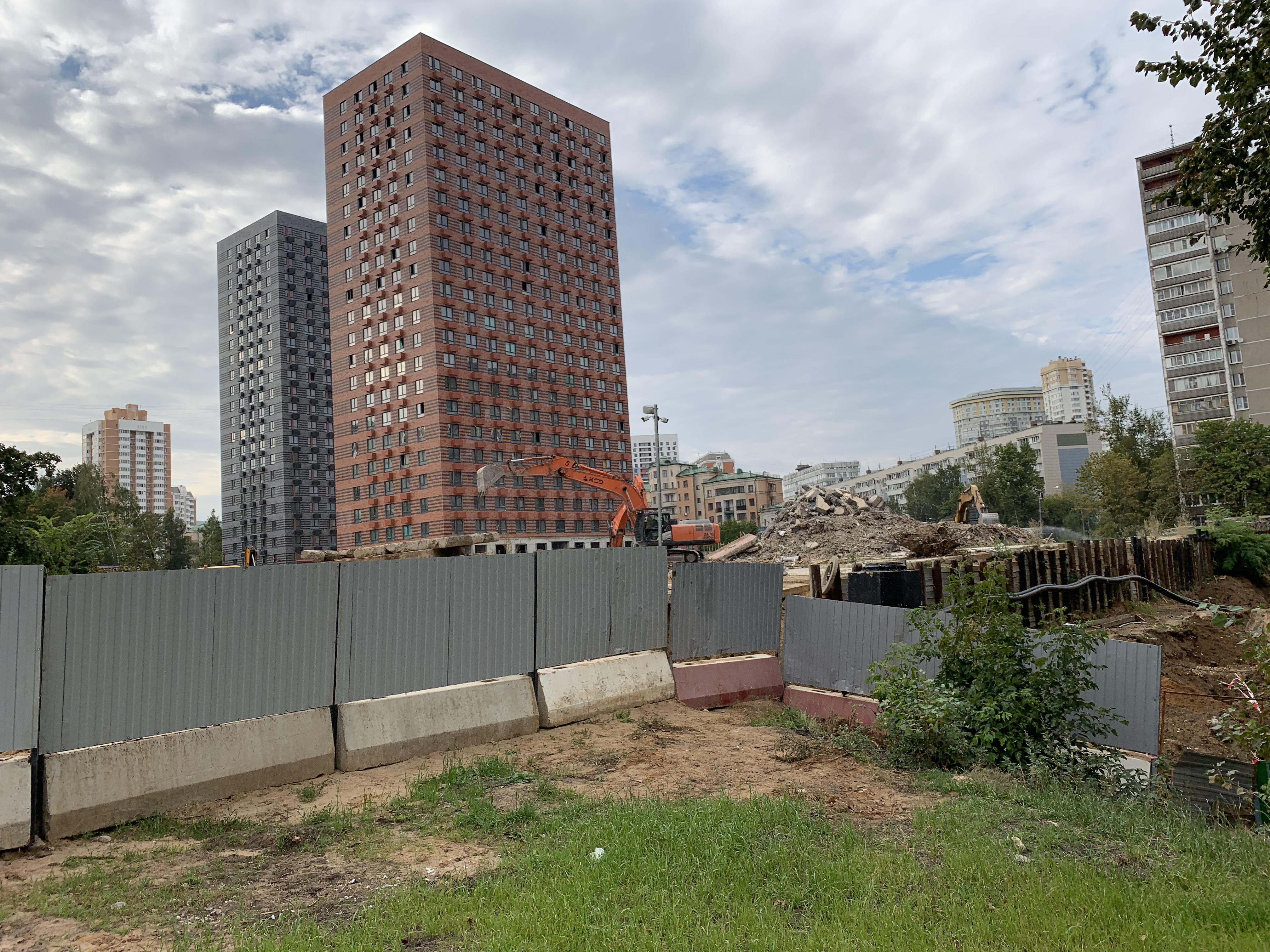
Nueva construcción en Kuncevo.

Hasta 2023, se han registrado 500 protestas documentadas en Moscú, en las que los habitantes exigieron que sus casas se incluyeran en el programa de renovación. Según Rossíiskaya Gazeta, unas 35.000 personas asistieron a las acciones espontáneas. Los participantes de las protestas declararon el estado deplorable de sus casas, exigieron su inclusión en el programa si la casa no estaba en la lista preliminar y el reasentamiento inmediato. En estos mítines, los diputados de la Duma Estatal y de la Duma de la Ciudad de Moscú, los miembros de la Cámara Pública de Moscú hablaron a la gente de la ciudad: Ivan Teterin, Larisa Kartavtseva, Alexander Kozlov, Piotr Tolstoi.
Los opositores a la Iniciativa de Renovación Urbana de Moscú también han organizado manifestaciones. Los eventos fueron organizados por las diputadas municipales Yulia Galiámina y Elena Rusakova, las periodistas Tatiana Kosobokova y Ekaterina Vinokurova y declarados apolíticos: los participantes se pusieron de pie con carteles y pancartas que decían "Estamos a favor de la renovación del poder", "En contra de la renovación", "No a la demolición", "No rompan nuestra casa", "Izmailovo está en contra de la renovación", "Salvemos a Bogorodskoye", "Marfino está en contra". Los activistas del movimiento White Counter contaron 22.000 personas para la manifestación. Además de los opositores a la renovación, una representante del ayuntamiento trató de presentar sus argumentos en la manifestación, pero la multitud la abucheó y los organizadores apagaron el micrófono. El político Dmitri Gudkov, que planeaba hablar en la manifestación, se retiró de su discurso en solidaridad con Alekséi Navalni, a quien la policía retiró de la manifestación a petición de uno de los organizadores. La resolución de la manifestación incluyó demandas para el rechazo del proyecto de ley No. 120505-7, la abolición del voto en Ciudadano Activo, la expansión de los poderes de los propietarios de tierras y una amplia discusión sobre el futuro plan maestro de Moscú. Después del evento, Serguéi Sobianin prometió tener en cuenta las opiniones de los moscovitas y prestar mucha atención a las declaraciones significativas hechas en la manifestación.

## Declaraciones oficiales
En junio de 2017, el jefe del Departamento de Relaciones Eclesiásticas Externas del Patriarca de Moscú, el metropolita Hilarión, se pronunció a favor del programa de renovación, señalando que las autoridades ofrecen condiciones favorables a los residentes de los edificios de cinco pisos que se están instalando y se preocupan por la seguridad de las personas.
El líder del Partido Comunista, Guennadi Ziugánov, dijo que los diputados de su partido apoyaban conceptualmente la idea de la renovación y que después de las enmiendas "todo el proyecto de ley sobre la renovación se rehizo en interés de los moscovitas". Además, Ziugánov presentó una propuesta para extender la renovación a toda Rusia.
La idea de demoler a Jrushchovka fue criticada por varios diputados y los medios de comunicación. Las críticas fueron en gran medida que el estado no tiene el dinero y los recursos para esto, o que el programa es una campaña de relaciones públicas.
Entre los críticos, el editor de "Rapsi" señaló que hay una experiencia exitosa de reconstrucción capital de casas de cinco pisos en Alemania Oriental sin desalojar a sus inquilinos, después de lo cual los apartamentos en estas casas se volvieron aún más cómodos que en los nuevos edificios en Rusia. Señalan que hay experimentos similares de reconstrucción aislada en Moscú. Sin embargo, el estado está haciendo campaña a favor de la demolición de edificios de cinco pisos. La razón de esto puede ser el deseo de recibir beneficios materiales de la compactación de áreas residenciales a través de la construcción de edificios de varios pisos y la venta de apartamentos en ellos. Teniendo en cuenta los casos aislados de demoliciones de distritos de Jruschov por parte de promotores privados y la construcción de nuevos edificios, en promedio, la densidad de población aumentó 3,3 veces. Se argumentó que tales programas causaron la formación de atascos de tráfico en Moscú. La organización ecologista Greenpeace ha estimado que en las zonas donde se llevarán a cabo las reformas se perderán hasta un 25% de espacios verdes, entre los que destacan las zonas especialmente efectivas ambientalmente que limpian el aire de la ciudad.
Según Konstantin Jankauskas, teniente de alcalde del distrito de Zyuzino, la densificación masiva es muy indeseable en Moscú, ya superpoblada. Argumentó que creará una carga aún mayor en la infraestructura social y de transporte y provocará, por ejemplo, cortes de energía de emergencia, colas para espacios en jardines de infancia, escuelas y horas adicionales en atascos de tráfico. Los residentes de áreas no incluidas en el programa de renovación sentirán el daño; el crecimiento previsto de la oferta de viviendas baratas cerca del metro de Moscú puede provocar una disminución de los precios y una congelación del interés por la vivienda secundaria. Los propietarios de apartamentos hipotecarios en edificios de cinco pisos, que corren el riesgo de encontrarse en un vacío legal, corren un riesgo particular.
Los críticos señalaron los extraños criterios para la demolición de casas de cinco pisos y que se dio la máxima prioridad a las casas ubicadas más cerca del centro de la ciudad y a los terrenos más valiosos. Muchas de estas estructuras se construyeron a finales de la década de 1950 con ladrillo y se consideran más cómodas que las casas de paneles de la década de 1960. Los editores de Fontanka señalaron que hay edificios de la primera época de Brézhnev en la ciudad que ya están en peores condiciones que algunos de Khrushchevka. Aleksey Abanin, del sitio web RTVi, publicó una lista de los edificios más controvertidos que entran en la lista de "renovación", que incluye edificios prerrevolucionarios, edificios estalinistas y cabañas alemanas, algunas de las cuales han sido restauradas recientemente. Sin embargo, estos edificios están unidos por una baja densidad de población.
Otro problema grave es el desalojo de residentes de edificios de cinco pisos. Jankauskas señaló que existe una situación en la que un propietario debe ser propietario cuando paga contribuciones e impuestos, pero cuando se trata de firmar un acuerdo de reasentamiento, deja de serlo. Y las leyes actuales no lo protegen del desalojo forzoso. Galina Khovanskaya, diputada de la Duma Estatal de Rusia Justa, señaló la opacidad del proyecto de ley y teme que deje a los propietarios completamente desprotegidos contra el desalojo forzoso y la reubicación en viviendas menos cómodas. Por lo tanto, los residentes tienen una gran oportunidad de entrar en el mismo apartamento pequeño en una casa de paneles cerca de la carretera de circunvalación de Moscú, que costará 2 veces más que las antiguas viviendas de Khrushchevka. Del mismo modo, Serguéi Mitrokhin de Yábloko señaló que la primera ola de renovaciones condujo a la reubicación forzada de los moscovitas nativos a áreas remotas, por ejemplo, los moscovitas de Ostankino fueron reasentados en Otradnoye por una decisión judicial. 